# آی‌ان‌اس وگشیر (اس۴۳)
آی‌ان‌اس وگشیر (اس۴۳) (به انگلیسی: INS Vagsheer (S43)) یک زیردریایی بود که طول آن ۹۱٫۳ متر (۲۹۹ فوت ۶ اینچ) بود. این زیردریایی در سال ۱۹۷۴ ساخته شد.